# ریوکا کاندا
ریوکا کاندا (انگلیسی: Rioka Kanda؛ زادهٔ ۲۶ مارس ۱۹۹۲) خواننده-ترانه‌پرداز، مجری رادیو، بازیگر اهل ژاپن است. وی از سال ۲۰۰۸ میلادی تاکنون مشغول فعالیت بوده‌است.